# Basavakalyan
Basavakalyan (antiga Kalyani) és una ciutat i consell municipal al districte de Bidar, estat de Karnataka. El seu nom actual li fou donat després de 1956 en honor de Vishwaguru Basavanna un revolucionari del segle xii fundador de la democràcia espiritual. Segons el cens del 2001 la població era de 102.546 habitants. A la rodalia hi ha temples chalukyes (vers el segle xi) a Jalasangvi, Narayanapura i Shivapura. El temple de Basaveshvara està al centre de la ciutat. Monuments musulmans són el Moti Mahal, el Hydari Mahal, i el Peeran Durga. Altres edificios religiosos són hindús destacant el Gachchina Matha, Kambali Matha i Sadananda Matha. La fortalesa de Kalyani fou construïda pels chalukyes i inclou imatges jainistes.

## Història
Kalyani fou una ciutat fortificada del Dècan a 60 km a l'oest de Bidar. Als segles x i xi fou la capital dels Chalukya occidentals i va passar després als yadaves de Devagiri i més tard al sultanat de Delhi. La vila tenia una mesquita en la que consta una inscripció de 1323 de Ulugh Khan que després fou Muhammad ibn Tughlub (Muhammad Shah II Tughluk, 1325-1351) i una ja amb el nom de Tughluk de 1333. La dinastia bahmànida de Devagiri (Daulatabad) va dominar Kalyani que va esdevenir la seva principal fortalesa de la frontera nord; la fortalesa fou reconstruïda al final del segle xv pels bahmànides, per poder fer front a la introducció dels canons de pólvora. Va ser possessió dels baridshàhides al segle xvi durant el que fou arranjada diversos cops, passant després als adilshàhides de Bijapur fins que fou conquerida per l'emperador mogol Aurangzeb el 1657 després d'un llarg setge i va quedar integrada a la suba de Bidar. Després del 1724 va ser part dels dominis del nizam d'Hyderabad. Des de 1764 hi va governar una dinastia de nawabs de Kalyani o Kalayani iniciada per Mir Muhammad Ibrahim Khan, gendre del nizam Asaf Jah II d'Hyderabad.